# أمابا
أمابا (بالبرتغالية: Amapá‏) هي ولاية تقع في المنطقة الشمالية من البرازيل. وهي ثاني أقل ولاية من حيث عدد السكان في الدولة والثامنة عشر من حيث أكبرها مساحة. تقع أمابا في الجزء الشمالي الأقصى من البلاد، وتحدها غيانا الفرنسية إلى الشمال والمحيط الأطلسي إلى الشرق، بارا إلى الجنوب والغرب، وسورينام في الشمال الغربي. مدينة ماكابا هي عاصمة الولاية وأكبر مدنها.
كانت المنطقة تسمى في الفترة الاستعمارية غيانا البرتغالية وكانت جزءا من ولاية البرازيل البرتغالية. كانت أمابا ذات يوم جزءا من بارا، لكنها أصبح إقليما منفصلا في عام 1943، وولاية في عام 1990. 
تشكّل غابات الأمازون تسعين بالمائة من مساحة المنطقة الإجمالية. وتشكّل الغابات غير المستكشفة سبعين بالمائة من مساحتها، وتم إنشاء حديقة توموكوماكي الوطنية في عام 2002، وهي أكبر حديقة غابات استوائية في العالم. مصب نهر أويابوكويي، والذي اعتبر سابقا في أقصى نقطة في شمال البرازيل، يقع على ساحل المحيط الأطلسي في شمال الولاية.